# Chryljowka
Chryljowka (russisch Хрылёвка) ist ein Dorf (derewnja) in der Oblast Kursk in Russland. Es gehört zum Rajon Konyschowka und zur Landgemeinde (selskoje posselenije) Prilepski selsowjet.

## Geographie
Der Ort liegt gut 70 Kilometer Luftlinie nordwestlich des Oblastverwaltungszentrums Kursk im südwestlichen Teil der Mittelrussischen Platte, 9 Kilometer südwestlich des Rajonverwaltungszentrums Konyschowka, 9,5 Kilometer vom Sitz des Dorfsowjet – Prilepy, 50 Kilometer von der Grenze zwischen Russland und der Ukraine, am kleinen Fluss Platawka (linker Nebenfluss der Swapa).

### Klima
Das Klima im Ort ist wie im Rest des Rajons kalt und gemäßigt. Es gibt während des Jahres eine erhebliche Niederschlagsmenge. Dfb lautet die Klassifikation des Klimas nach Köppen und Geiger.

## Bevölkerungsentwicklung
| Jahr | Einwohner |
| ---- | --------- |
| 2002 | 117       |
| 2010 | 61        |

Anmerkung: Volkszählungsdaten

## Verkehr
Chryljowka liegt 55,5 Kilometer von der Fernstraße föderaler Bedeutung M2 „Krim“ (Moskau – A142/Trosna – Grenze zur Ukraine), 30 Kilometer von der Straße regionaler Bedeutung 38K-038 (Fatesch – Dmitrijew), 8,5 Kilometer von der Straße 38K-005 (Konyschowka – Schigajewo – 38K-038), 3 Kilometer von der Straße 38K-023 (Lgow – Konyschowka), an der Straße interkommunaler Bedeutung 38N-729 (Schirkowo – Chryljowka – Schustowo) und 6 Kilometer von der nächsten Eisenbahnhaltestelle Mariza (Eisenbahnstrecke Nawlja – Lgow-Kijewskij) entfernt.
Der Ort liegt 159 Kilometer vom internationalen Flughafen von Belgorod entfernt.